# Fishing Bridge Visitor Center and Trailside Museum
Le Fishing Bridge Visitor Center and Trailside Museum est un office de tourisme américain dans le comté de Park, dans le Wyoming. Protégé au sein du parc national de Yellowstone, il a été construit en 1931 dans le style rustique du National Park Service, initialement pour servir de trailside museum. Avec le Madison Museum et le Norris Museum, des structures similaires légèrement antérieures et quant à elles inscrites individuellement au Registre national des lieux historiques, il forme un bien classé National Historic Landmark depuis le 28 mai 1987 sous le nom de Norris, Madison, and Fishing Bridge Museums.